# Gare de Givors-Ville
Gare de Givors-Ville vasútállomás Franciaországban, Givors településen.

## Vasútvonalak
Az állomást az alábbi vasútvonalak érintik:
- Moret–Lyon-vasútvonal

## Kapcsolódó állomások
A vasútállomáshoz az alábbi állomások vannak a legközelebb:
- Gare de Givors-Canal (Lyon-Perrache pályaudvar)
- Gare de Rive-de-Gier (Gare de Moret - Veneux-les-Sablons)
- Gare de Lyon-Part-Dieu (TER 10)